# Ferdinand von Zieglauer
Ferdinand von Zieglauer (* 28. Februar 1829 in Bruneck, Tirol; † 28. Juli 1906 in Czernowitz) war ein österreichischer Historiker.

## Leben
Ferdinand von Zieglauer besuchte das Akademische Gymnasium Innsbruck und studierte erst Rechtswissenschaft, dann Geschichte an der Universität Innsbruck und der Universität Wien. Ab 1852 war er bei Joseph Aschbach und Hermann Bonitz, ab 1855 am neuen Institut für Österreichische Geschichtsforschung. Zum Dr. phil. promoviert, erhielt er auf kaiserlichen Beschluss am 28. September 1856 ein Extraordinariat an der Siebenbürgisch-Sächsischen Rechtsakademie in Hermannstadt, Siebenbürgen. Dort wurde er am 2. November 1862 o. Professor.
Mit ihrer Gründung kam er 1875 an die Franz-Josephs-Universität in der Hauptstadt der Bukowina. 1876/77 war er ihr zweiter Rektor. Er war Ehrenbürger von Czernowitz. Die Bukowinaer Post berichtete über die Teilnahme des Lemberger Corps Leopolia am Kommers, den die Czernowitzer Akademische Lesehalle im Oktober 1900 für Zieglauer als Alt-Rektor und Ehrenbürger ausgerichtet hatte.

## Werke
- Über die Zeit der Entstehung des sogenannten ältesten österreichischen Landrechts, 1856. GoogleBooks
- Harteneck, Graf der sächsischen Nation und die siebenbürgischen Parteikämpfe seiner Zeit. 1691–1703. Hermannstadt 1869. GoogleBooks
- Zur Geschichte der Kreuzcapelle in der Elisabethvorstadt von Hermannstadt. Hermannstadt 1875
- Drei Jahre aus der Rákoczy’schen Revolution in Siebenbürgen. Vom Ausbruche der Bewegung bis zur Schlacht von Sibó. Neue Folge des Archivs des Vereines für siebenbürgische Landeskunde, Bd. 8, S. 163–283
- Geschichte der Freimaurerloge St. Andreas zu den drei Seeblättern in Hermannstadt 1767–1790. 1876
- Die politische Reformbewegung in Siebenbürgen zur Zeit Josefs II. und Leopolds II., 1885. GoogleBooks
- Die Befreiung Ofens von der Türkenherrschaft 1686. Ein Beitrag zur zweihundertjährigen Gedächtnisfeier, 1886; Neudruck 2012.
- Geschichtliche Bilder aus der Bukowina zur Zeit der österreichischen Occupation, 1893. GoogleBooks
- Geschichtliche Blätter aus der Bukowina zur Zeit der österreichischen Militär-Verwaltung, 1895. GoogleBooks
- Die Entwickelung des Schulwesens in der Bukowina seit der Vereinigung des Landes mit Österreich 1774–1899, 1899. GoogleBooks